# 青牛胆
青牛胆（学名：Tinospora sagittata）又名金果榄，为防己科青牛胆属下的一种植物。

## 外部連結
- 金果欖 Jin Guo Lan （页面存档备份，存于） 中藥標本數據庫 (香港浸會大學中醫藥學院) （繁體中文）（英文）